# STS-73
是历史上第七十一次航天飞机任务，也是哥倫比亞號太空梭的第十五次太空飞行。

## 任务成员
- 肯内斯·鲍威索克斯（Kenneth D. Bowersox，曾执行、以及任务），指令长
- 肯特·罗明格（Kent V. Rominger，曾执行、以及任务），飞行员
- 凯瑟琳·索恩顿（Kathryn C. Thornton，曾执行、以及任务），任务专家
- 凯瑟琳·科尔曼（Catherine G. Coleman，曾执行以及任务），任务专家
- 迈克尔·洛佩兹-阿雷格里亚（Michael E. Lopez-Alegria，曾执行、以及任务），任务专家
- 弗雷德里克·莱斯利（Frederick W. Leslie，曾执行任务），有效载荷专家
- 阿尔伯特·萨科（Albert Sacco，曾执行任务），有效载荷专家

### 替补有效载荷专家
- 大卫·马蒂森（David H. Matthiesen）
- 格林·赫尔特（Glynn Holt）